# Nosferatu (album, Bloodbound)
Nosferatu je debutové studiové album švédské powermetalové hudební skupiny Bloodbound. Vydáno bylo 16. prosince 2005 v Japonsku prostřednictvím Avalon Records a o dva měsíce později také v Evropě vydavatelstvím Metal Heaven. Přebal desky, na kterém je vyobrazena hlava Lucifera s vyplazeným rozdvojeným jazykem, namaloval anglický ilustrátor Mark Wilkinson, který je znám svojí prací pro skupiny jako jsou Iron Maiden, Judas Priest a Marillion.

## Seznam skladeb
| Pořadí         | Název                | Délka |
| -------------- | -------------------- | ----- |
| 1.             | Behind the Moon      | 6:27  |
| 2.             | Into the Dark        | 4:31  |
| 3.             | Nosferatu            | 6:23  |
| 4.             | Metal Monster        | 4:24  |
| 5.             | Crucified            | 3:50  |
| 6.             | Desdemonamelia       | 4:14  |
| 7.             | Fallen from Grace    | 4:45  |
| 8.             | Screams in the Night | 4:40  |
| 9.             | For the King         | 3:49  |
| 10.            | Midnight Sun         | 3:51  |
| 11.            | On the Battlefield   | 5:57  |
| Celková délka: | Celková délka:       | 52:51 |

## Obsazení
- Urban Breed – zpěv
- Tomas Olsson – kytara
- Henrik Olsson – kytara
- Johan Sohlberg – basová kytara
- Fredrik Bergh – klávesy, doprovodný zpěv
- Pelle Åkerlind – bicí, perkuse

Technická podpora
- Per Ryberg – mixing, mastering
- Mark Wilkinson – přebal alba